# Christian Jourdan
Christian Jourdain (nascido em 31 de dezembro de 1945) é um ex-ciclista francês que representou França nos Jogos Olímpicos de Verão de 1976 em Montreal na prova de estrada, no entanto ele não terminou a corrida. Competiu em onze Grandes Voltas entre 1979 e 1989.